# Distrito electoral de Wallace (condado de Lincoln, Nebraska)
Wallace (en inglés: Wallace Precinct) es un distrito electoral ubicado en el condado de Lincoln en el estado estadounidense de Nebraska. En el Censo de 2010 tenía una población de 668 habitantes y una densidad poblacional de 0,78 personas por km².

## Geografía
Wallace se encuentra ubicado en las coordenadas 40°51′00″N 101°5′8″O / 40.85000, -101.08556. Según la Oficina del Censo de los Estados Unidos, Wallace tiene una superficie total de 856.75 km², de la cual 856.17 km² corresponden a tierra firme y (0.07%) 0.58 km² es agua.

## Demografía
Según el censo de 2010, había 668 personas residiendo en Wallace. La densidad de población era de 0,78 hab./km². De los 668 habitantes, Wallace estaba compuesto por el 89.82% blancos, el 0% eran afroamericanos, el 0.9% eran amerindios, el 0.45% eran asiáticos, el 0% eran isleños del Pacífico, el 6.59% eran de otras razas y el 2.25% pertenecían a dos o más razas. Del total de la población el 11.98% eran hispanos o latinos de cualquier raza.